# Sejm
| Sejmbyggnaden i Warszawa |  | Sejmens plenisal |
| Sejmbyggnaden i Warszawa |  | Sejmens plenisal |

Sejm är den viktigare av den polska nationalförsamlingens två kamrar där den utgör Polens motsvarande underhus. 
Sejmen har 460 platser och dess ledamöter väljs vart fjärde år.
Sejmen etablerades under 1300-talet. Begreppet polsk riksdag härrör från en förlamande vetoregel som gjorde att riksdagen under historisk tid hade svårt att fatta några viktiga beslut.